# Sam Ratulangi PB 1600
Die Sam Ratulangi PB 1600 war ein indonesisches Containerschiff. Das nach dem indonesischen Politiker Sam Ratulangi benannte Schiff wurde 2018 als Geisterschiff bekannt.

## Geschichte
Das Schiff wurde unter der Baunummer 156 auf der Werft Pal Indonesia Perwakilan Yard im indonesischen Surabaja gebaut. Die Kiellegung fand am 30. Juni 1998, das Aufschwimmen im Baudock am 16. August 2000 statt. Die Ablieferung des Schiffes erfolgte am 5. Januar 2001.
2018 wurde das Schiff zur Verschrottung in Chittagong verkauft und im August zur Abwrackwerft geschleppt. Am 13. August brach bei starkem Seegang die Schleppleine. Da aufgrund des Seegangs keine neue Schleppverbindung hergestellt werden konnte, wurde das Schiff aufgegeben.
Ende August 2018 wurde das Schiff auf einer Sandbank in der Mündung des Flusses Sittaung nahe Thongwa im Golf von Martaban entdeckt. Versuche, das Schiff wieder schwimmfähig zu machen, schlugen fehl. Anfang Oktober 2018 sank das Schiff schließlich teilweise.

## Technische Daten
Das Schiff wurde von einem Siebenzylinder-Dieselmotor des Typs MAN B&W 7L60MC mit 13.440 kW Leistung angetrieben, der auf einen Propeller wirkte. Das Schiff erreichte eine Geschwindigkeit von 19 kn.
Das Deckshaus befand sich weit hinten. Vor dem Deckshaus konnten in zehn Containerbays an Deck 20 20-Fuß-Container bzw. 10 40-Fuß-Container hintereinander und bis zu elf Container nebeneinander geladen werden. Direkt vor dem Deckshaus befand sich eine Containerbay, in der Container lediglich an Deck geladen werden konnten. Hier befand sich unter Deck der Maschinenraum. In allen anderen Containerbays konnten Container sowohl an Deck als auch in den Laderäumen geladen werden. Die Laderäume waren mit Pontonlukendeckeln verschlossen. Die Containerkapazität des Schiffes betrug 1.644 TEU. Das Schiff war für die Ausrüstung mit Bordkranen vorbereitet.